# Erlöserkirche (München)

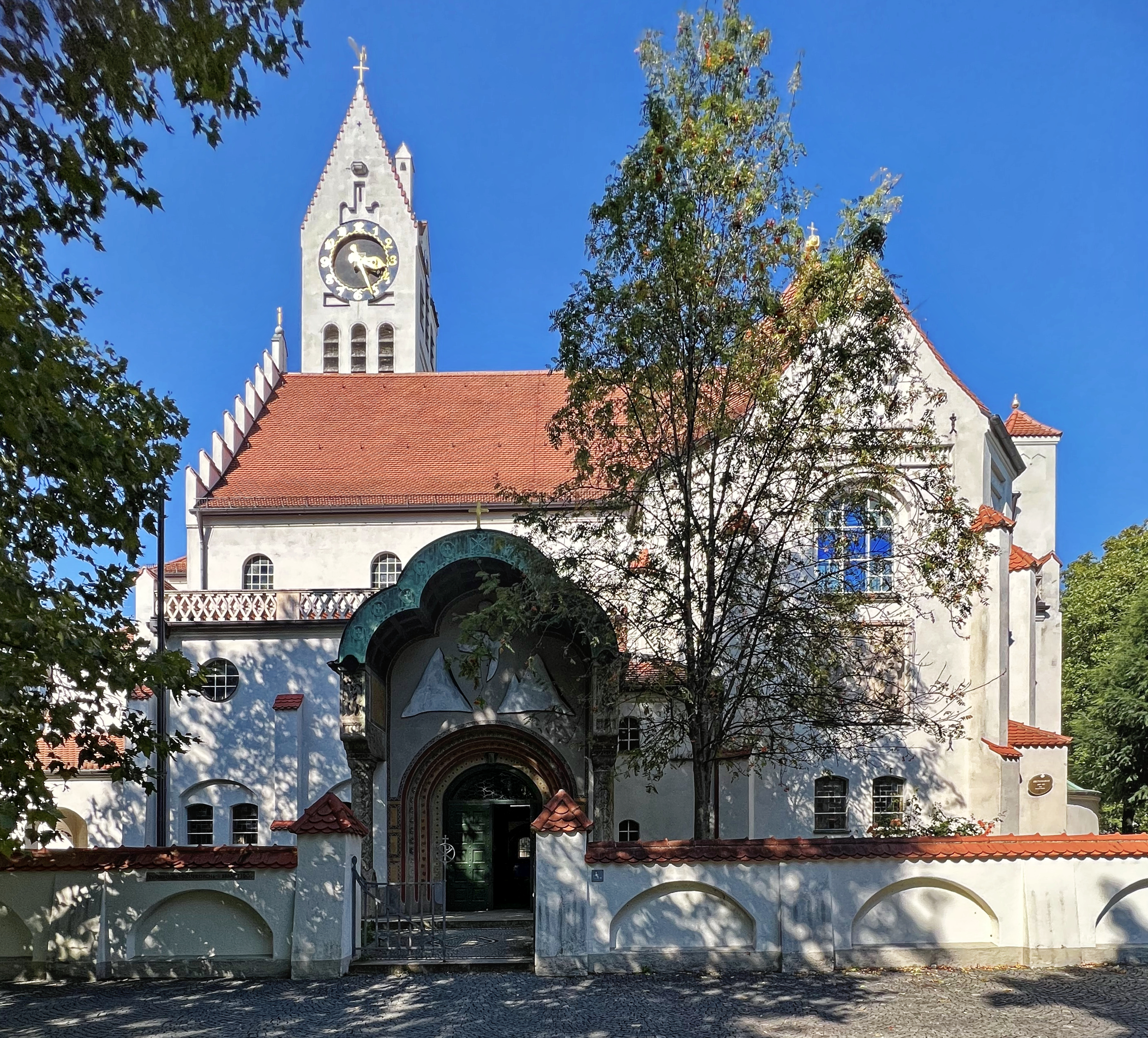
Erlöserkirche, 2023

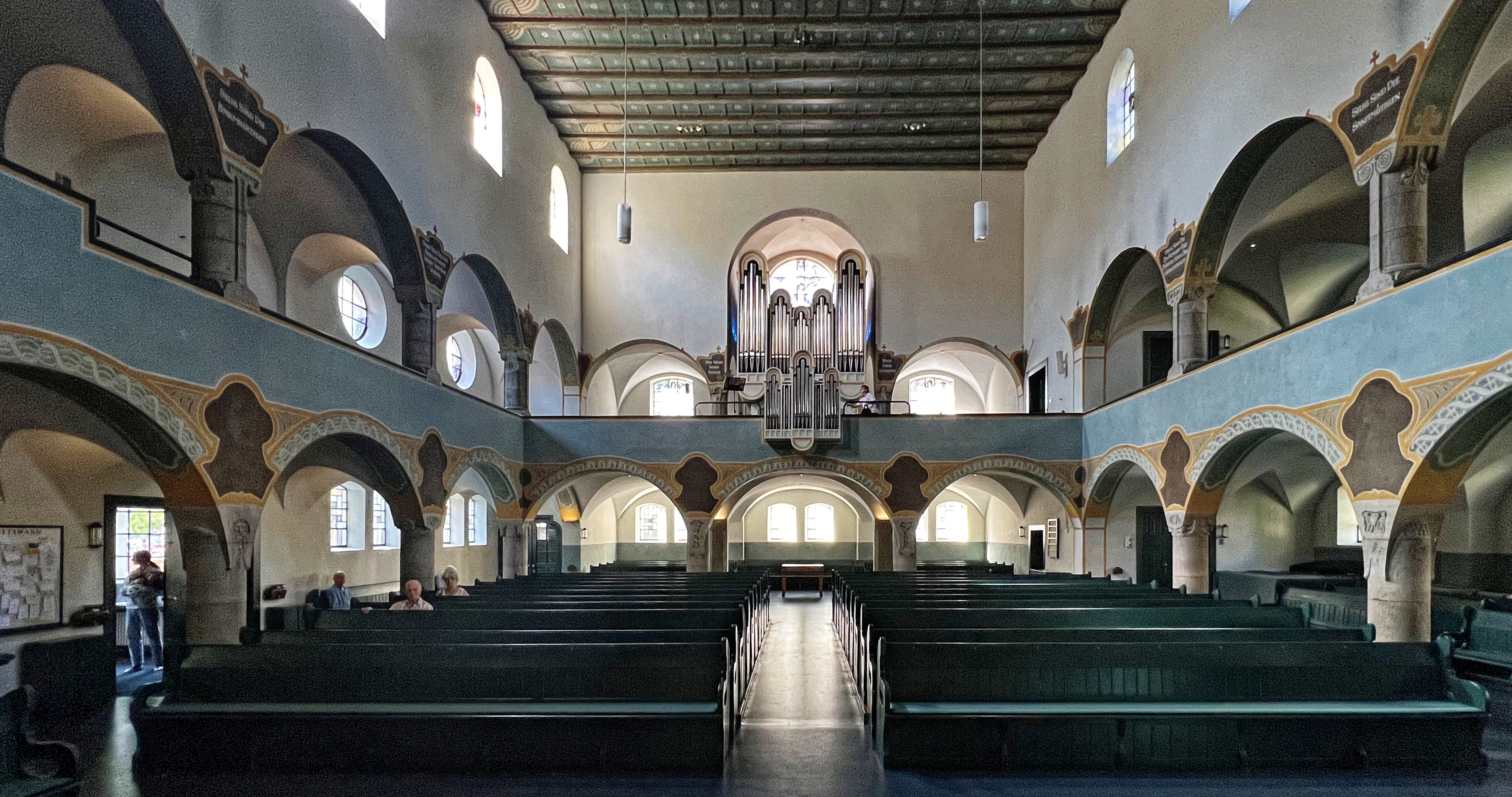
Innenraum, Panorama

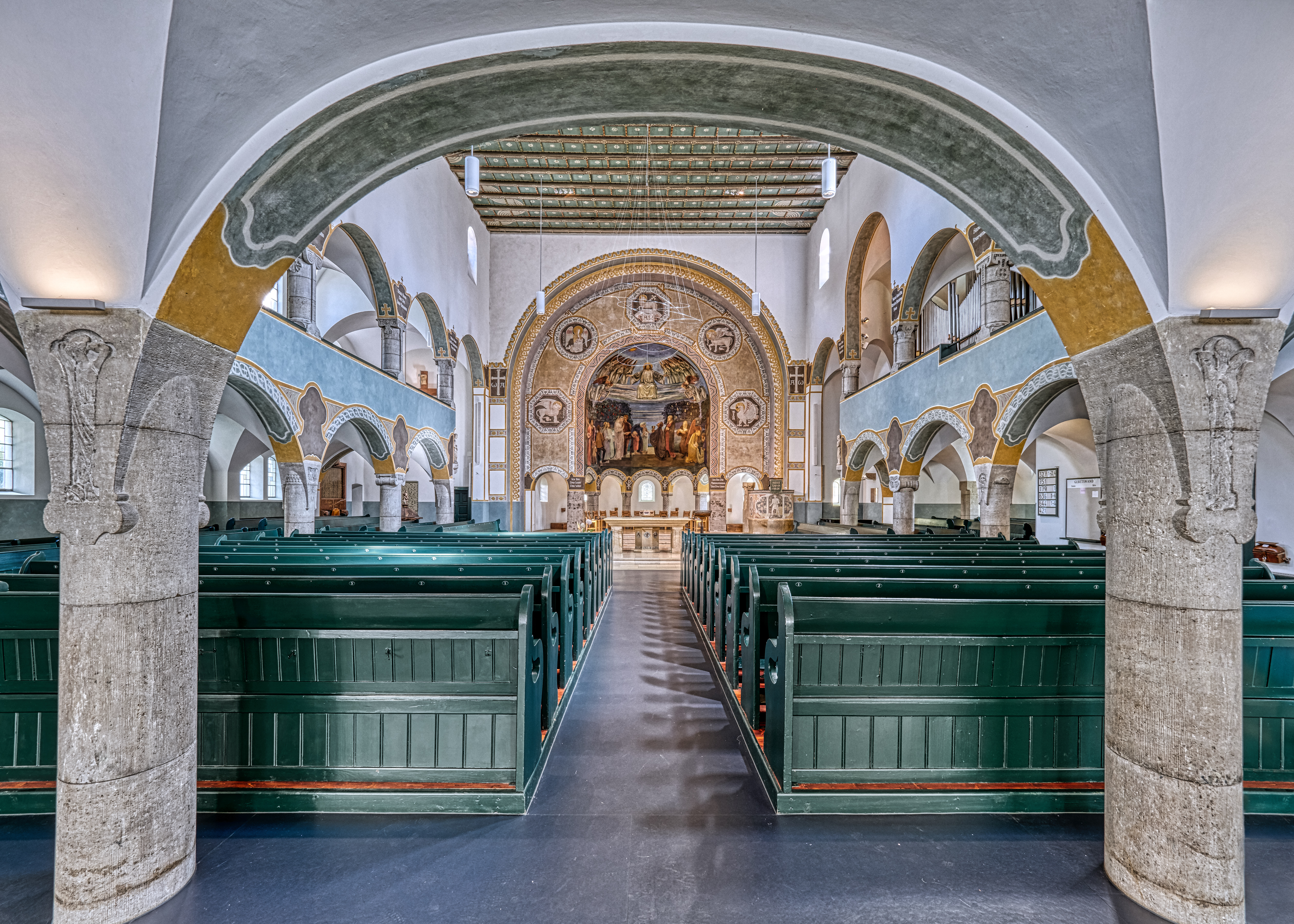
Moderne Basilika mit neoromanischen Elementen

Die Evangelisch-Lutherische Erlöserkirche (ⓘ) ist die älteste evangelische Pfarrkirche Schwabings. Sie steht in der Ungererstraße 15. Sie wurde 1899–1901 nach Plänen von Theodor Fischer errichtet. Der Baustil ist eine Mischung aus Historismus und Jugendstil. Als Erlöserkirche ist sie Jesus Christus, dem Erlöser geweiht.

## Geschichte
Die stete Zuwanderung Evangelischer nach Schwabing im 19. Jahrhundert (darunter überproportional viele Intellektuelle und sozial Bessergestellte) ließ den seit 1893 im Anwesen Haimhauser Straße 1 bestehenden Betraum bald zu klein werden. Daher schuf Theodor Fischer im Auftrag eines zuvor gegründeten Kirchenbauvereins 1897 nach Skizzen aus dem vorangegangenen Jahr die ersten konkreten Entwürfe für die sechste evangelisch-lutherische Pfarrkirche Münchens. Dabei orientierte er sich an St. Anna im Lehel, die von Gabriel von Seidl stammte. Nach Erwerb des Baugrundstückes begann 1899 die Bauvorbereitung, am 29. April 1900 (Sonntag Misericordias Domini) erfolgte die Grundsteinlegung an der Stelle der zukünftigen Kanzel.
Für die Ausführung zeichnete die Firma Alois Ansprenger verantwortlich. Die Bildhauerarbeiten wurden überwiegend durch Ernst Neumeister ausgeführt, während Josef Hellich die Dekorationsmalereien erledigte. Die Glasgemälde wurden von dem Bamberger Glasmalereibetrieb August Schmidt ausgeführt. Die Bauleitung hatte Georg Lindner inne. Die Bausumme belief sich auf rund 200.000 Mark. Nachdem eine Orgel aus der Werkstatt von Georg Friedrich Steinmeyer installiert worden war, wurde das Gotteshaus am 6. Oktober 1901 durch Oberkonsistorialrat D. Prinzing geweiht. Der durch Wilhelm Voltz geplante Freskenzyklus war zum Zeitpunkt der Einweihung noch nicht fertiggestellt. Linda Kögel schuf 1904 das Gemälde in der Apsis und Hermann Lang 1906 das Außenrelief.
1907 wurde die Erlöserkirche, die bis dahin als Filialkirche Teil der Kirchengemeinde St. Markus in der Maxvorstadt war, als selbstständige Kirchengemeinde errichtet. Eine erste Generalsanierung fand bereits 1938 statt. Die Erlöserkirche ist eine der ersten Kirchen in Bayern, in dem die Anordnung von Kanzel, Altar, Taufstein und Orgel es den Gläubigen ermöglicht, Wort und Sakrament nahe zu erfahren.
Im Zweiten Weltkrieg wurde das Gotteshaus kaum beschädigt. Bereits 1945 war es wieder instand gesetzt und wurde 1947 renoviert. Die letzte Generalsanierung erfolgte 1976 weitestgehend unter Erhalt der Konzeption Theodor Fischers.

## Lage und Programm
Die Erlöserkirche steht an exponierter Stelle: Sie schließt die Münchner Freiheit nach Norden hin ab und bildet zugleich den optischen Abschluss der Leopoldstraße, welche die Verlängerung der Ludwigstraße ist. In der Ludwigstraße steht die katholische Pfarr- und Universitätskirche St. Ludwig, zu der Theodor Fischer mit der Erlöserkirche ein Pendant setzte.
Damit wollte Fischer seine erste Anforderung an eine Kirche erfüllen: Eine bayerische Kirche sollte es sein. Daneben sollte sie auch eine protestantische Predigtkirche und Heimat für die Gemeinde werden. Um die Anforderung einer Predigtkirche zu erfüllen, wählte er die klassische Basilikaform. Um Heimat für die Gemeinde zu werden, verwendete Theodor Fischer seinen eigenen Stil zwischen Historismus und Jugendstil. Zugleich versuchte er, mit aufgelockerten Baumassen im Stil ländlicher Dorfarchitektur von der Stadt- zur Vorstadtbebauung überzuleiten, was der damaligen Situation entsprach.

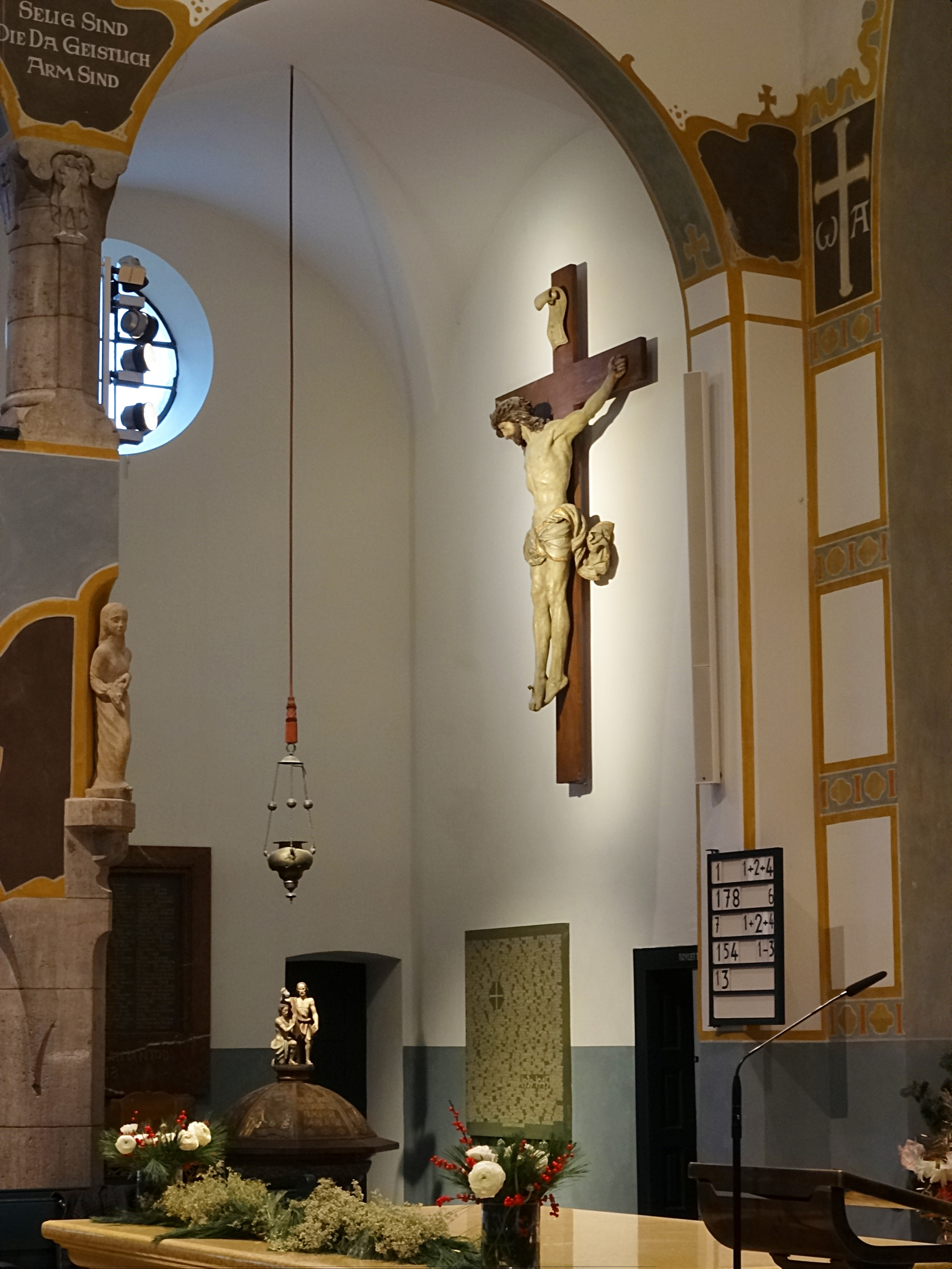
Taufstein und Kruzifix

## Ausstattungselemente
- Jugendstil-Taufstein (Theodor Fischer, Entwurf 1904, Ausführung 1938)
- Kapitelle mit Einflüssen des Jugendstils (Theodor Fischer, 1901)
- Apsis-Fresko Das Leben der Gemeinde unter dem Schutz des Erhöhten (Linda Kögel, 1904)

## Orgeln
In der Erlöserkirche gibt es zwei große Orgeln und außerdem noch eine Truhenorgel.

### Steinmeyer-Orgel

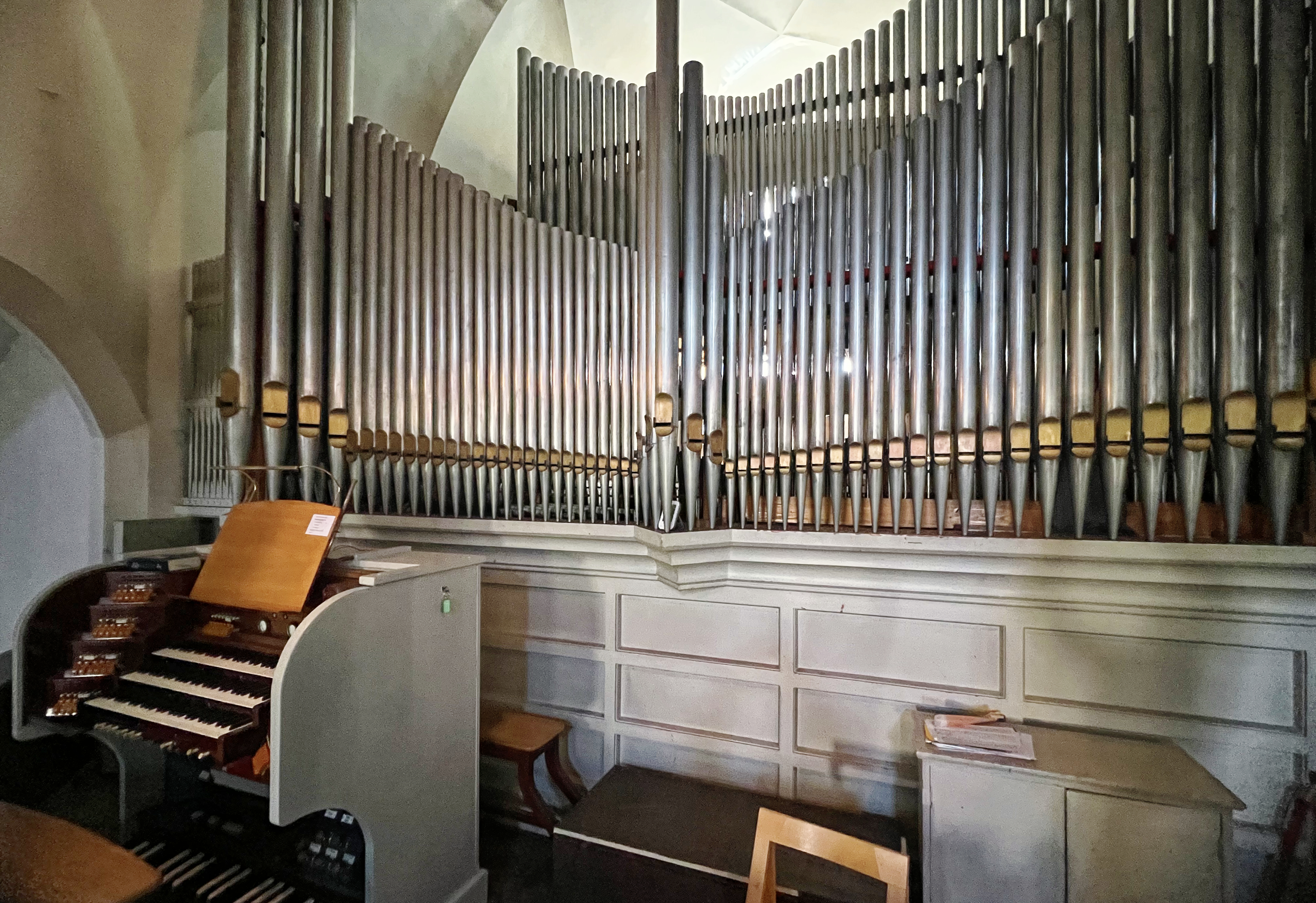
Steinmeyer-Moser-Orgel

Die Südemporenorgel wurde 1901 von der Orgelbaufirma G. F. Steinmeyer & Co. (Oettingen) als zweimanualiges Instrument mit 21 Registern und mit pneumatischen Trakturen erbaut. Dieses Instrument wurde 1938 von Albert Moser (München) um ein Schwellwerk erweitert und mit elektrischen Trakturen ausgestattet und 1962 von Gerhard Schmid weiter umgebaut. Das ursprünglich romantische Klangbild wurde dabei neobarock umgestaltet. Das Instrument hat heute 44 klingende Register.
| I Hauptwerk C–g3 |                     |     |
| 1.               | Quintade            | 16′ |
| 2.               | Principal           | 08′ |
| 3.               | Spitzflöte          | 08′ |
| 4.               | Nachthorn gedackt 0 | 08′ |
| 5.               | Oktave              | 04′ |
| 6.               | Rohrflöte           | 04′ |
| 7.               | Gemshorn            | 02′ |
| 8.               | Rauschflöte IV      |     |
| 9.               | Mixtur V            |     |
| 10.              | Trompete            | 08′ |

| II Positiv C–g3 |                  |    |
| 11.             | Gedackt          | 8′ |
| 12.             | Quintatön        | 8′ |
| 13.             | Prestant         | 4′ |
| 14.             | Blockflöte       | 4′ |
| 15.             | Oktav            | 2′ |
| 16.             | Spitzflöte       | 2′ |
| 17.             | Terzzimbel III 0 |    |
| 18.             | Schwiegel II     |    |
| 19.             | Geigendregal     | 8′ |

| III Schwellwerk C–g3 |                  |         |
| 20.                  | Gedeckt          | 16′     |
| 21.                  | Holzprinzipal    | 08′     |
| 22.                  | Kuppelflöte      | 08′     |
| 23.                  | Weidenpfeife     | 08′     |
| 24.                  | Prinzipal        | 04′     |
| 25.                  | Querflöte        | 04′     |
| 26.                  | Spitzgambe       | 04′     |
| 27.                  | Nasat            | 02 ⁄3′  |
| 28.                  | Waldflöte        | 02′     |
| 29.                  | Terzflöte        | 01 3⁄5′ |
| 30.                  | Sifflöte         | 01′     |
| 31.                  | Mixtur V         |         |
| 32.                  | Dulcian          | 16′     |
| 33.                  | Trompetenregal 0 | 08′     |
| 34.                  | Bärpfeif         | 04′     |

| Pedalwerk C– |                             |         |
| 35.          | Principal                   | 16′     |
| 36.          | Subbass                     | 16′     |
| 37.          | Stillgedackt (= Nr. 20)     | 16′     |
| 38.          | Quintbaß                    | 10 2⁄3′ |
| 39.          | Octavbass                   | 08′     |
| 40.          | Gedacktbass                 | 08′     |
| 41.          | Choralbass                  | 04′     |
| 42.          | Flötbass                    | 04′     |
| 43.          | Flachflöte                  | 02′     |
| 44.          | Mixturbass VI               |         |
| 45.          | Posaune                     | 16′     |
| 46.          | Dulcian (= Nr. 32)          | 16′     |
| 47.          | Trompetenregal (= Nr. 33) 0 | 08′     |
| 48.          | Bärpfeif (= Nr. 34)         | 04′     |
|              | Tremolo                     |         |

- Koppeln: II/I, III/I, III/II, I/P, II/P, III/P
- Spielhilfen: Tutti-Tritt, drei freie Kombinationen, Crescendowalze.

### Rieger-Orgel

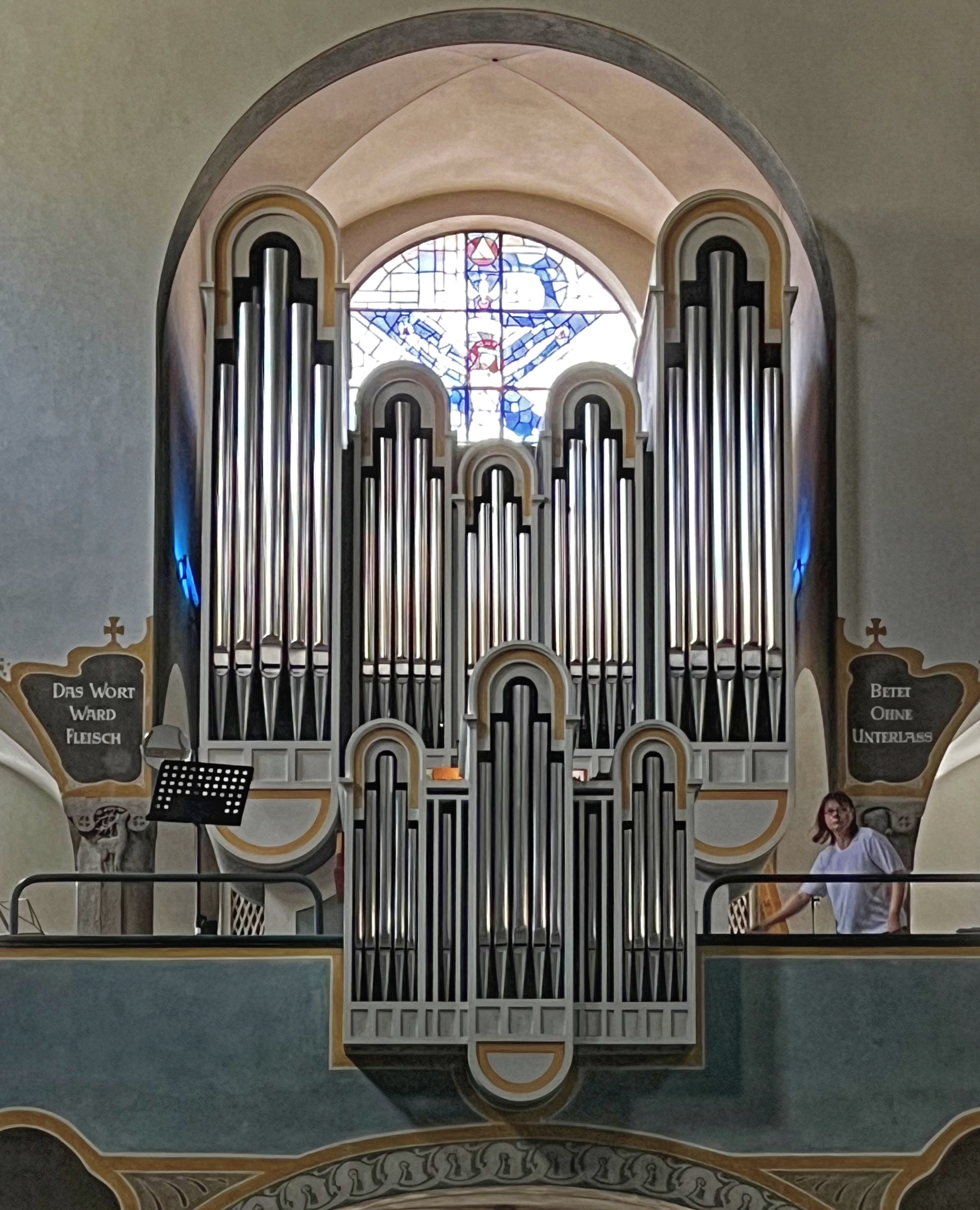
Rieger-Orgel

Die Orgel auf der Westempore wurde 1990 von Rieger Orgelbau gebaut. Das Instrument hat 43 Register auf drei Manualen und Pedal. Um es harmonisch in den Kirchenraum einzufügen, wurde es in der Nische hinter der Empore untergebracht. Der Spieltisch steht frei.
| I Rückpositiv C–g3 |                   |       |
| 1.                 | Quintade          | 08′   |
| 2.                 | Rohrflöte         | 8′    |
| 3.                 | Principal         | 4′    |
| 4.                 | Blockflöte        | 4′    |
| 5.                 | Sesquialtera II 0 | 2 ⁄3′ |
| 6.                 | Octav             | 2′    |
| 7.                 | Quinte            | 1 ⁄3′ |
| 8.                 | Scharff IV        | 1′    |
| 9.                 | Krummhorn         | 8′    |
|                    | Tremulant         |       |

| II Hauptwerk C–g3 |              |        |
| 10.               | Bourdon      | 16′    |
| 11.               | Principal    | 08′    |
| 12.               | Spitzflöte   | 08′    |
| 13.               | Octav        | 04′    |
| 14.               | Hohlflöte    | 04′    |
| 15.               | Flachflöte 0 | 02′    |
| 16.               | Mixtur V     | 01 ⁄3′ |
| 17.               | Kornett V    | 08′    |
| 18.               | Trompete     | 08′    |
|                   | Tremulant    |        |

| III Schwellwerk C–g3 |                       |         |
| 19.                  | Gedeckt               | 16′     |
| 20.                  | Holzprincipal         | 08′     |
| 21.                  | Lieblich Gedackt 0    | 08′     |
| 22.                  | Salicional            | 08′     |
| 23.                  | Schwebung             | 08′     |
| 24.                  | Italienisch Principal | 04′     |
| 25.                  | Spitzgambe            | 04′     |
| 26.                  | Nasat                 | 02 ⁄3′  |
| 27.                  | Waldflöte             | 02′     |
| 28.                  | Terz                  | 01 3⁄5′ |
| 29.                  | Octävlein             | 01′     |
| 30.                  | Plein jeu V           | 02′     |
| 31.                  | Fagott                | 16′     |
| 32.                  | Oboe                  | 08′     |
| 33.                  | Clairon               | 04′     |
| 34.                  | Vox humana            | 08′     |
|                      | Tremulant             |         |

| Pedal C–f1 |              |        |
| 35.        | Principal    | 16′    |
| 36.        | Subbass      | 16′    |
| 37.        | Octavbass    | 08′    |
| 38.        | Gemshorn     | 08′    |
| 39.        | Choralbass 0 | 04′    |
| 40.        | Nachthorn    | 02′    |
| 41.        | Mixtur IV    | 02 ⁄3′ |
| 42.        | Posaune      | 16′    |
| 43.        | Trompete     | 08′    |

- Koppeln: I/II, III/II, III/I, I/P, II/P, III/P

## Glocken
Das ursprüngliche Geläut, gegossen von Franz Schilling aus Apolda, erklang jeden Sonntag mit der Tonfolge b0–c1–d1–f1–g1. In den letzten Jahren des Zweiten Weltkriegs mussten vier Glocken als Kriegsopfer abgeliefert werden.
Seit dem Jahr 1950 besitzt die Kirche ein vierstimmiges Geläut aus Bronze in der Disposition c1–es1–f1–g1, wobei die große c1-Glocke (Reger-Glocke) noch aus dem historischen Bestand ist.